# Дубровская волость (Себежский район)

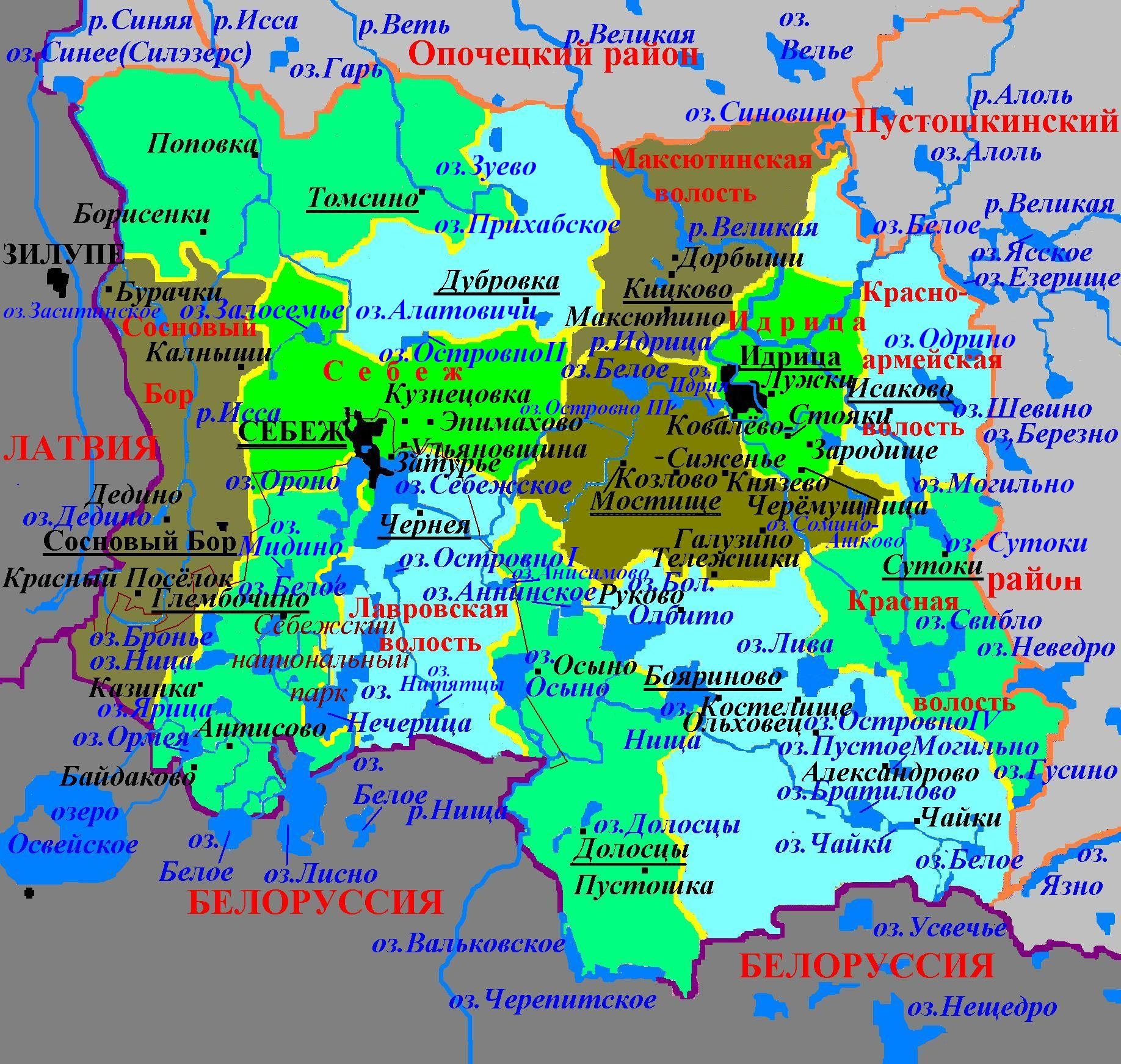
Административное деление Себежского района в 2006—2010 гг.

Дубровская волость — упразднённая административно-территориальная единица 3-го уровня и бывшее муниципальное образование со статусом сельского поселения в Себежском районе Псковской области России.
Административный центр — деревня Дубровка.

## География
Территория волости граничила на западе с Томсинской, на востоке — с  Максютинской волостями, на юге — с городским поселением Себеж, на севере — с Опочецким районом Псковской области.
На территории волости расположены озёра: Прихабское у д. Вараксино (1,2 км², глубиной до 3,8 м), Зуевское или Ольха (1,1 км², глубиной до 3,7 м), Островенское или Островно II у д. Островно и д. Жарково (0,9 км², глубиной до 14,6 м), Алатовичи (0,8 км², глубиной до 6 м) и др.

## Население
Численность населения Дубровской волости по переписи населения 2002 года составила 719 жителей.

## Населённые пункты
В состав Дубровской волости входило 32 (33) деревни: Дубровка, Алатовичи, Байдаково, Боровики, Вараксино, Верино, Выгородка, Гута, Грумады, Дворище, Жарково, Жуки, Заболотники, Зародищи, Зенцово, Зуево, Замкова-Морозовка, Иваны, Карелы, Малиновка, Нестерово, Овинищи, Овсянки, Подключище, Просни, Прихабы, Пучнино, Пыжики, Рябиково, Сафоново, Селищи, Смагино, Шуни.

## История
Постановлением Псковского областного Собрания депутатов от 26 января 1995 года все сельсоветы в Псковской области были переименованы в волости, в том числе Дубровский сельсовет был превращён в Дубровскую волость.
Законом Псковской области от 28 февраля 2005 года в границах волости было также создано муниципальное образование Дубровская волость со статусом сельского поселения с 1 января 2006 года в составе муниципального образования Себежский район со статусом муниципального района.
На референдуме 11 октября 2009 года было поддержано объединение ряда волостей Себежского района, в том числе Дубровской с соседними. Законом Псковской области от 3 июня 2010 года Дубровская волость была упразднена и путём объединения с Долосчанской, Глембочинской, Лавровской и Томсинской волостями к 1 июля 2010 года было образовано новое муниципальное образование «Себежское» со статусом сельского поселения и с административным центром в городе Себеж.